# Массачусетский правительственный акт
Массачусетский правительственный акт (англ. Massachusetts Government Act)  (14 Geo. 3 c. 45) был принят парламентом Великобритании, получив королевское одобрение 20 мая 1774 года. Этот закон фактически отменил хартию провинции Массачусетс-Бей 1691 года и наделил её назначенного королевской властью губернатора широкими полномочиями. Колонисты заявили, что парламентским указом акт изменил основную структуру колониального правительства, яростно выступили против этого и не позволили ему функционировать. Этот закон стал важным шагом на пути к началу Американской революции в 1775 году.

## Предпосылки
Закон является одним из Невыносимых законов (также известных как Repressive Acts или Coercive Acts), которые были разработаны для подавления инакомыслия и восстановления порядка в Массачусетсе. После Бостонского чаепития британский парламент начал законодательное наступление на Массачусетс, чтобы контролировать его протестное поведение. Британские официальные лица считали, что их неспособность контролировать Массачусетс отчасти коренится в излишне независимом характере его правительства. 2 мая 1774 года лорд Норт, в речи перед министерством призвал парламент принять этот закон на том основании, что вся колония находится «в смутном состоянии беспорядков и оппозиции законам метрополии».

### Статьи
- Jack M. Sosin. The Massachusetts Acts of 1774: Coercive or Preventive? (англ.) // Huntington Library Quarterly. — University of Pennsylvania Press, 1963. — Vol. 26, iss. 3. — P. 235-252.